# 東京神学校
東京神学校（とうきょうしんがっこう、英語: Tokyo Graduate School of Theology）は東京都練馬区にあるキリスト教の神学校。福音派プロテスタントの聖書キリスト教会が設置、運営をしている。授業は聖書キリスト教会東京教会で行われる。

## 沿革
1969年に聖書キリスト教会の後継者育成機関として尾山令仁が開校。現在も校長を務めている。

## 教育

### コース
神学科
牧師・伝道師・宣教師の養成コース。通学3年制。聴講も認められており、神学科に編入する際には取得した単位が卒業単位に認められる。
聖書科
教会奉仕を目的とする信徒のためのコース。通学2年制。神学科に編入する際には取得した単位が卒業単位に認められる。
インターネット科
伝道者養成の神学科（ギリシア語、ヘブライ語を含む80単位以上取得）と、教会奉仕を目的とする信徒のための聖書科（50単位以上取得、語学の単位は任意）がある。通信制。

### 公開講座
公開講座として2008年から毎年結婚・家族学科を開設している。

## 関係者

### 講師
- 尾山令仁